# Japan Karate Association
La Japan Karate Association (日本空手協会 Nihon Karate Kyōkai?,  JKA o Asociación Japonesa de Karate) es una de las primeras y más influyentes organizaciones del karate japonés en el mundo. Su lema es: "El guardián de la tradición más alta del karate".

## Orígenes
El maestro Gichin Funakoshi, y su hijo Yoshitaka (Gigo) Funakoshi tuvieron un papel importante en la introducción y adaptación del arte marcial del karate, originario de Okinawa, en las islas del Japón; modificándolo con el fin adaptarlo desde un arte marcial clásico (llamado Te/tuidi/To-de o shuri-te) conformado por un conjunto de técnicas y tácticas para el combate de autodefensa en las distancias media y corta; hacia un arte tradicional japonés o "Karate-Do" enfocado en la larga distancia, con énfasis en los ataques directos con el puño, algunas técnicas de mano abierta, los bloqueos contundentes, e incluyendo las patadas altas y las posiciones bajas. Esta práctica marcial requeriría de un mayor acondicionamiento físico y se promovió bajo un enfoque filosófico basado en el Confucionismo, y en el Budismo zen; la cual finalmente se enfocó en su aspecto formativo y deportivo, siendo conocida hoy día como el estilo de Karate-Do Shotokan. A finales de la década de 1940, algunos de los estudiantes de mayor grado del maestro fundador (como Isao Obata, Masatoshi Nakayama, Hidetaka Nishiyama, y otros) formaron una organización de karate, dedicada a la investigación, promoción, supervisión de eventos y educación, llamada la Japan Karate Association, más conocida como la JKA en 1949. La JKA designó al maestro Gichin Funakoshi, a sus 80 años con el título honorífico equivalente a instructor jefe emérito, mientras que el maestro Masatoshi Nakayama fue designado como instructor enjefe.

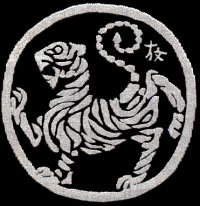
Logo del estilo de Karate Shotokan

La JKA surgió a partir de los clubes de karate de las universidades japonesas ubicadas en la región de Tokio, que se originaron en los años 30 y 40. Sin embargo, la mayoría de estas universidades se distanciaron de la JKA durante la década de 1950. Aunque la Universidad Takushoku mantuvo fuertes lazos con la JKA, siendo la alma mater de la mayoría de los instructores de mayor categoría (por ejemplo Nakayama, Nishiyama, Okazaki, Asai, Kase, Kanazawa, Enoeda); quienes a su vez fueron los responsables directos de la consolidación de la asociación durante la década de 1960 y 1970; y de la promoción del karate-Do a nivel mundial.
Las tensiones generadas en relación con la forma de enseñar el Karate-Do Shotokan por los instructores de la JKA y los desacuerdos respecto a la organización del funeral del maestro Gichin Funakoshi en 1957, motivaron a algunos karatekas de mayor rango relacionados con el maestro Funakoshi a no asociarse con la JKA (tales como Shigeru Egami, Genshin Hironishi y Tsutomu Ohshima) a formar sus propias organizaciones de karate estilo Shotokan como: (Shōtōkai, y la Shotokan Karate of America o SKA). Ellos proclamaban que practicaban el estilo de karate shotokan fiel a las enseñanzas filosóficas del maestro Funakoshi, (es decir sin un enfoque deportivo). El karate-Do shotokan planteado por la JKA también reclama que estaba basado en el karate Okinawense del maestro Funakoshi pero adaptado a la cultura japonesa al ser practicado, adaptado y vinculado gestualmente con el arte marcial japonés de la espada o Kendo. Estas modificaciones fueron introducidas en su mayoría por el maestro Masatoshi Nakayama, instructor jefe del JKA hasta su muerte en 1987. Bajo el liderazgo del ya maestro Masatoshi Nakayama, se formó la primera generación de instructores quienes promocionaron el Karate-Do en los años 60 y 70 a nivel mundial; siendo algunos de estos: Nishiyama, Okazaki, Asai, Kase, Kanazawa, Enoeda, Kawasoe, y otros. A través de la sede de la JKA en Tokio.
Los libros de Nakayama se convirtieron y permanecen como las referencias fundamentales del karate shotokan como es practicado en la JKA. Y para quienes compiten en la modalidad de Shitei kata (Kata de competencia) representando al estilo Shotokan, en los torneos nacionales, y mundiales auspiciados por la WKF o World Karate Federation (Federación Mundial de Karate). Para conocer como era el karate en aquellos días, se puede recurrir a Uno de los primeros practicantes occidentales de karate en los años 60, el maestro C.W. Nicol, quien en su libro Moving Zen (en español "Zen en movimiento". Editorial Diana. México 1979), describe la práctica del Karate- Do en el dojo principal de la JKA en Tokio, bajo los maestros Takagi y Kanazawa durante los comienzos de la década de 1960, desde su única como uno de los pioneros del karate. Describiendo su paso desde la cinta blanca, hasta la negra en unos cuantos años, de duro entrenamiento diario.

## Cismas y divisiones de la JKA
- En 1977, el instructor de la JKA Hirokazu Kanazawa formó su propia organización, conocida ahora como la Shotokan Karate-do International Federation o SKI (SKIF).
- Tras la muerte de Nakayama en 1987, la JKA sufrió un período turbulento en las relaciones entre la sede en Tokio y el resto del mundo. Taiji Kase y Hiroshi Shirai, instructores sénior de la JKA en Europa renunciaron para formar el World Karate-Do Shotokan Academy. Taketo Okuda, instructor jefe de la JKA en Brasil, renunció para formar su propia organización, Butoku-kan .
- En 1990, surgió una disputa legal entre los dos grupos por el control de la JKA. Un grupo fue liderado por Asai Tetsuhiko, el otro por Nakahara Nobuyuki. Luego de varios fallos de los tribunales, el asunto fue enviado a la Corte Suprema de Japón el 10 de junio de 1999, a favor del grupo de Nakahara, que incluía a Masaaki Ueki y Masahiko Tanaka.[9] El otro grupo, liderado por Tetsuhiko Asai, instructor jefe de la JKA luego de Nakayama, y que incluía a Keigo Abe y Mikio Yahara, abandonaron la JKA y fundaron varias organizaciones: Japan Karate Shotorenmei (JKS), Japan Shotokan Karate Association (JSKA) y Karatenomichi World Federation (KWF), respectivamente.
- En 2007, el International Shotokan Karate Federation (ISKF), con sede en los Estados Unidos, dirigido por Teruyuki Okazaki, uno de los instructores más expertos de la JKA, se volvió independiente.

Debido a estas separaciones, existe una noción general del estilo de karate de la JKA, enseñado por antiguos instructores de la JKA pero que ya no están oficialmente afiliados a la organización.

## Programa de entrenamiento a instructores internos
En 1956 la JKA comenzó con un programa de entrenamiento de instructores internos (kenshūsei) en el dojo principal de la sede de la JKA en Yotsuya, Tokio, construido en 1955. El programa de entrenamiento a instructores promueve la consistencia y el control de la calidad de las prácticas de entrenamiento de la JKA a través de los años, graduando a algunos de los karatekas más importantes a nivel mundial.

## Campeonatos del mundo
La JKA ha organizado varios campeonatos internacionales que se consideran los campeonatos mundiales de la JKA.
| Año  | Nombre del torneo                                      | Localización                          |
| ---- | ------------------------------------------------------ | ------------------------------------- |
| 1975 | 1st IAKF World Championships                           | Los Ángeles                           |
| 1977 | 2nd IAKF World Championships                           | Tokio                                 |
| 1980 | 3rd IAKF World Championships                           | Bremen, República Federal de Alemania |
| 1983 | 4th IAKF World Championships                           | El Cairo                              |
| 1985 | 1st ShotoCup                                           | Tokio                                 |
| 1987 | 2nd ShotoCup                                           | Brisbane, Australia                   |
| 1990 | 3rd ShotoCup                                           | Sunderland, Inglaterra                |
| 1992 | 4th ShotoCup                                           | Tokio                                 |
| 1994 | 5th ShotoCup                                           | Filadelfia                            |
| 1996 | 6th ShotoCup                                           | Osaka                                 |
| 1998 | 7th ShotoCup                                           | París, Francia                        |
| 2000 | 8th ShotoCup                                           | Tokio                                 |
| 2004 | 9th ShotoCup                                           | Tokio                                 |
| 2006 | 10th Funakoshi Gichin Cup World Karate-do Championship | Sídney                                |
| 2009 | 11th Funakoshi Gichin Cup World Karate-do Championship | Tokio                                 |
| 2011 | 12th Funakoshi Gichin Cup World Karate-do Championship | Pattaya, Tailandia                    |
| 2014 | 13th Cup World Karate-do Championship                  | Tokio                                 |
| 2017 | 14th Funakoshi Gichin Cup Karate World Championship    | Irlanda                               |